# Yanqing National Sliding Centre
Yanqing National Sliding Centre (chiń. 国家雪车雪橇中心) – tor bobslejowo-saneczkarski w Yanqing, w Chinach. Został ukończony w 2020 roku. Obiekt był areną rozgrywania zawodów bobslejowych, saneczkarskich i w skeletonie podczas Zimowych Igrzysk Olimpijskich 2022.
Budowa toru, powstałego z myślą o Zimowych Igrzyskach Olimpijskich 2022, rozpoczęła się latem 2018 roku i zakończyła jesienią 2020 roku. Obiekt został wybudowany w Yanqing, około 75 km na północny zachód od Pekinu. Jest to pierwszy tego typu obiekt w Chinach i trzeci w Azji (po torach Spiral w Iizuna, w Japonii i Olympic Sliding Centre w Pjongczang, w Korei Południowej). Po zakończeniu budowy obiekt służył jako arena treningowa dla chińskich sportowców przygotowujących się do igrzysk. Pierwsze międzynarodowe zawody odbyły się na torze w październiku 2021 roku. W listopadzie 2021 roku na torze rozegrano zawody otwierające cykl Pucharu Świata w saneczkarstwie w sezonie 2021/2022. W lutym 2022 roku tor był areną rozgrywania zawodów bobslejowych, saneczkarskich i w skeletonie w ramach Zimowych Igrzysk Olimpijskich 2022.
Tor o długości 1583 m zalicza się do najdłuższych na świecie. Posiada on 16 zakrętów o maksymalnym nachyleniu 18 stopni, w tym jeden zakręt o kącie 370 stopni (jest to pierwszy tor na świecie z zakrętem zataczającym pełne koło). Różnica wysokości między startem a metą wynosi 120 m. Tor przykryty jest dachem. Trybuny obiektu oferują 2000 miejsc siedzących i 8000 miejsc stojących.